# أتروسيرابتور
أتروسيرابتور هو جنس ديناصور من عائلة اللصات العظائية الطائرة درومايوصوريات وحشيات الأرجل من العصر الطباشيري المتأخر (مرحلة الماسترخي) في ألبرتا، كندا.